# ボルゴ・ラーレス
ボルゴ・ラーレス（イタリア語: Borgo Lares）は、イタリア共和国トレンティーノ＝アルト・アディジェ州トレント自治県にある、人口約700人の基礎自治体（コムーネ）。
2016年1月1日にボルベーノとズクロが合併して発足した。

## 地理

### 位置・広がり

#### 隣接コムーネ
隣接するコムーネは以下の通り。
- ブレッジョ・スペリオーレ
- レードロ
- セッラ・ジュディカリエ (ブレグッツォ、ボンド)
- ティオーネ・ディ・トレント
- トレ・ヴィッレ (プレオーレ)

## 行政

### 分離集落
ボルゴ・ラーレスには、以下の分離集落（フラツィオーネ）がある。
- Bolbeno, Zuclo (sede comunale), Giugiá, Stele